# Cis espinosai
Cis espinosai es una especie de coleóptero de la familia Ciidae.

## Distribución geográfica
Habita en Chile.